# KIF1C
KIF1C‏ (Kinesin family member 1C) هوَ بروتين يُشَفر بواسطة جين KIF1C في الإنسان.